# ДОТ № 385 (КиУР)

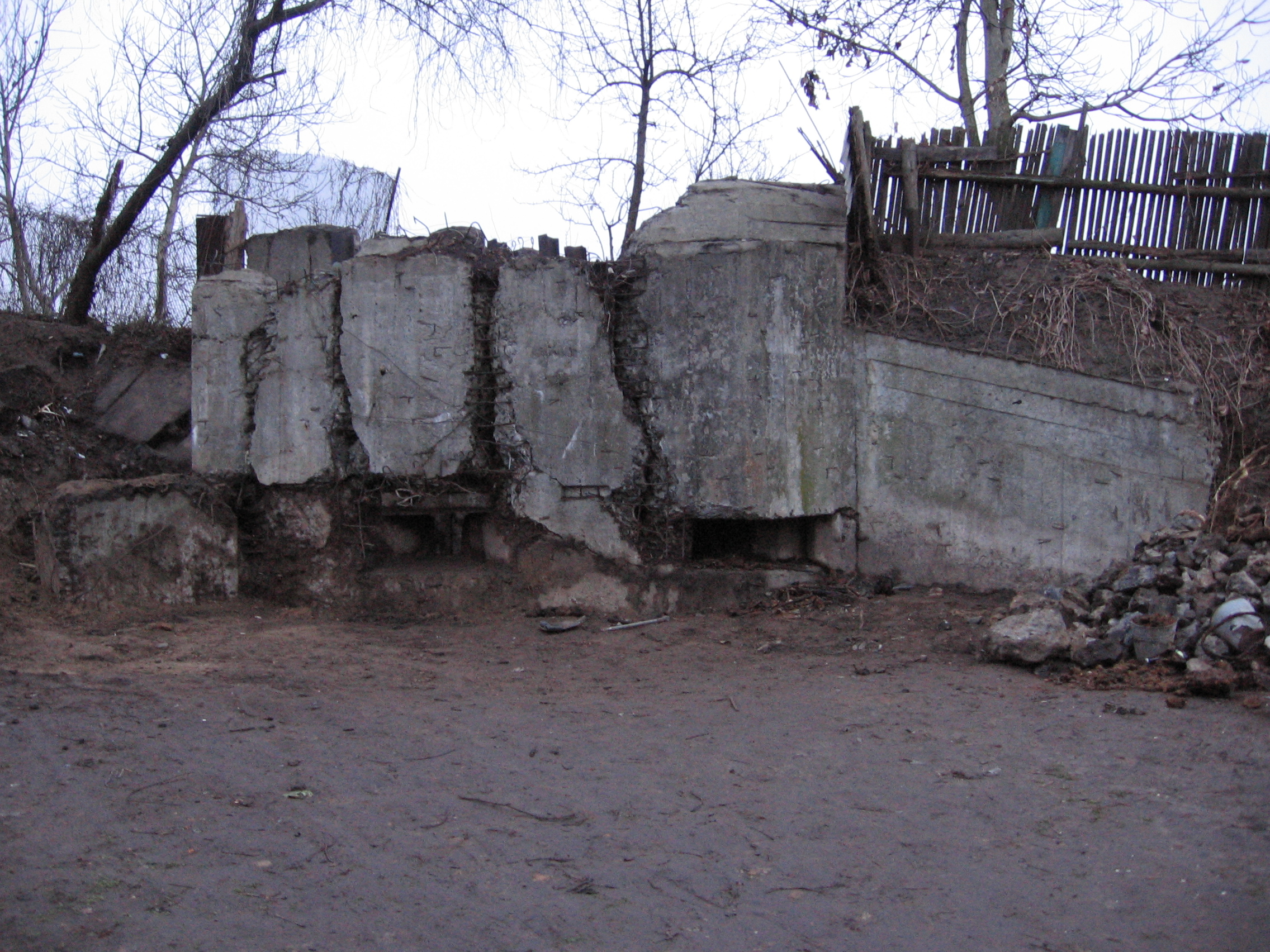
ДОТ № 385 (КиУР). Вид на нижний полукапонир, обращённый на север. Сразу над ним - тыльная часть верхнего полукапонира. Орильоны врезаны с старинный вал.

ДОТ № 385 — долговременная огневая точка, расположенная на западном фасе Киевского укрепрайона и входившая в его первую линию обороны. Фортификационное сооружение относится к классу пулемётный капонир (ПК) и является уникальным по своей конструкции во всём КиУР. Сооружение принимало участие в обороне Киева в 1941-м году.

## Проектирование и строительство

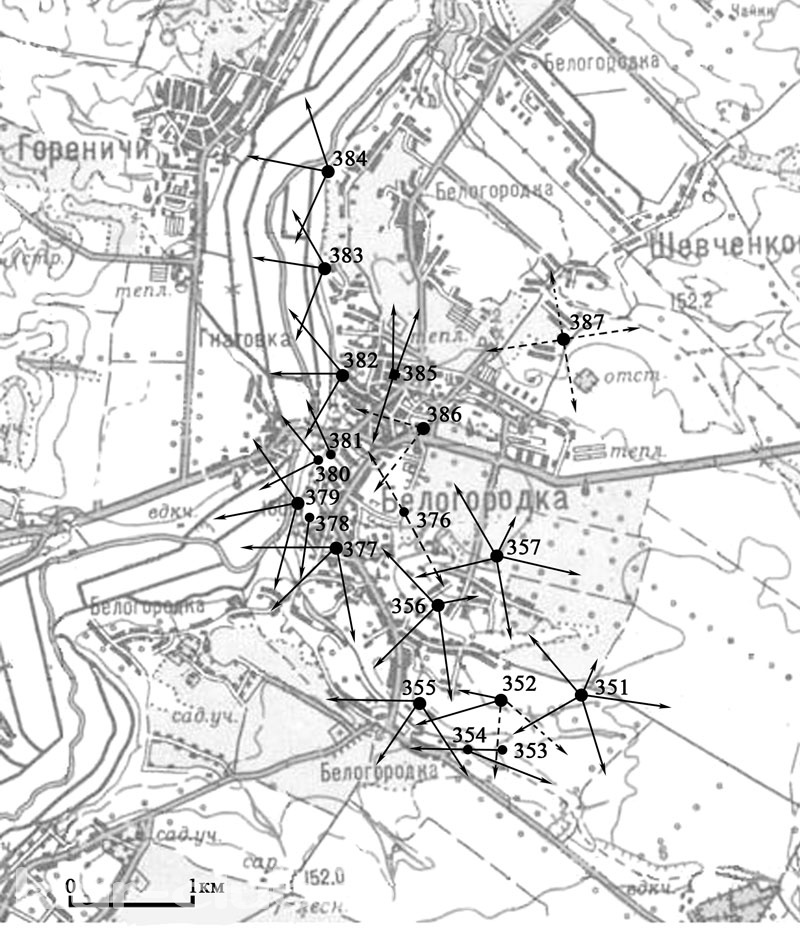
ПК № 385 в системе обороны 20-го БРО КиУР

Капонир создавался в 1932 году в глубине обороны по индивидуальному проекту для ведения флангового огня в двух направлениях. ДОТ № 385 организационно входил в 20-й батальонный район обороны (БРО) КиУР, ответственного за прикрытие участка у села Белогородка. Как и большинство оборонительных сооружений 20-го БРО ПК находится среди жилых построек села.
Уникальность конструкции заключается в том, что это двухэтажное сооружение врезали в земляной вал древнего городища. Первый этаж - у подножия вала - был 2-амбразурным полукапониром. Второй этаж возвышался над старинным валом и являл собой также полукапонир, но обращённый в противоположную сторону и имеющий всего 1 амбразуру. Нижний полукапонир контролировал огнём северную окраину Белогородки, а верхний - её центр. ДОТ № 385 относится к фортификационным сооружениям типа «М3», то есть способен выдержать 1 попадание 122-мм гаубицы.

## Служба
На начало войны гарнизон сооружения состоял из бойцов 193 отдельного пулемётного батальона КиУР. Капонир № 385 совместно с другими оборонительными сооружениями 20-го батальонного района обороны обеспечил надёжное прикрытие участка фронта близ села Белогородка. Тем самым советская сторона создала восточнее Белогородки мощную артиллерийскую группировку, которая постоянно вела опасный фланкирующий огонь по немецким войскам, наступавшим в начале августа 1941 года на участке Вита-Почтовая - Конча-Заспа с целью захватить КиУР и город Киев. Сам же противник не решался штурмовать участок 20-го БРО. Тем самым полностью оправдалось строительство 20-го батальонного района обороны, включая ДОТ № 385. Во время второго штурма КиУР, который начался 16 сентября 1941 года, ПК не имел боевого контакта с врагом. Днём 18 сентября войска 37-я армии Юго-Западного фронта получают приказ-разрешение на оставление города Киев и КиУР. Гарнизоны долговременных сооружений были одними из последних, кто уходил на левый берег реки Днепр. Днём 19 сентября передовые части 71 пехотной дивизии заняли территорию 20-го БРО без боя, задерживая лишь красноармейцев-дезертиров и перебежчиков.

## Современность
ДОТ № 385 уцелел, но находится в полуразрушенном состоянии.